# Списък на реките в Аризона
Списъкът на реките в Аризона е списък с основните реки, които текат в щата Аризона, САЩ.
Територията на щата попада изцяло във водосборния басейн на Тихия океан.

## По водосборен басейн
- Колорадо
  - Хила
    - Сан Кристобал
    - Сентениъл
    - Хасаямпа
    - Агуа Фриа
    - Санта Круз
    - Брейули
    - Сан Педро
    - Сан Симон
    - Солт Ривър
      - Верде
        - Биг Чино

      - Уайт Ривър
      - Блек Ривър

  - Санта Мария
  - Катаракт Крийк
  - Канаб Крийк
  - Литъл Колорадо
    - Моинкопи
    - Динебито
    - Полака
    - Клейр Крийк
    - Пуебло Колорадо
    - Пуерко

  - Върджин Ривър

## По азбучен ред
- Агуа Фриа
- Биг Чино
- Блек Ривър
- Брейули
- Верде
- Върджин Ривър
- Динебито
- Канаб Крийк
- Катаракт Крийк
- Клеър Крийк
- Колорадо
- Литъл Колорадо
- Моинкопи
- Полака
- Пуебло Колорадо
- Пуерко
- Сан Кристобал
- Сан Педро
- Сан Симон
- Санта Круз
- Санта Мария
- Сентениъл
- Солт Ривър
- Уайт Ривър
- Хасаямпа
- Хила